# Singman Rhee
Singman Rhee, poznat i kao Lee Seungman ili Yee Sung-man (korejski 이승만, Hwanghae, 26. ožujka 1875. – Honolulu, 19. srpnja 1965.), korejski političar i državnik, obnašatelj dužnosti prvog predsjednika Južne Koreje.

## Životopis

### Rani život i karijera
Singman Rhee je rođen 26. ožujka 1875. godine u provinciji Hwanghae, u aristokratskoj obitelji. U mladosti je odgojen u metodističkoj školi u Seulu, prešao je na kršćanstvo. Od 1896. godine postao je članom Kluba za neovisnost. Tijekom svoje mladosti zatvaran je radi otpora japanskoj hegemoniji i zagovaranja demokratskoj reformi, prvi put u 22. godini. Proveo je sedam godina u zatvoru. Kasnije u životu postupat će prema protivnicima onakao kako se s njim postupalo.
Rhee je nastavio ostati u SAD-u; ovaj potez je opisan kao "egzilu" gdje je studirao najprije na Sveučilištu George Washington, a zatim Sveučilište na Harvardu i Princetonu.
Kad se 1910. godine vratio kući u Koreju, Japan ju je već bio anektirao. Bunio se protiv japanske monarhije. Morao je pobjeći u Kinu gdje su on i ostali borci za nezavisnu Koreju osnovali Provizionalnu Vladu, a Rhee je imenovan predsjednikom, no kasnije je smijenjen zbog zlouporabe vlasti koja mu je bila povjerena.
Kad je umro posljednji car Koreje, Rhee se vratio kući, prije ostalih boraca za nezavisnost, jer su ga Saveznici najbolje poznavali.

### Uspon na vlast i predsjedništvo
Kad je 1945. godine završio Drugi svjetski rat, Japan je prestao biti okupator. Koreja je podijeljena na dva dijela, Sjevernu, u kojoj su vladali komunisti i bila je ustrojena po sovjetskom modelu, dok je Južna Koreja bila kapitalistička zemlja.
Rhee je stupio na položaj predsjednika Južne Koreje 1948. godine. Već prije nego što je 1950. godine izbio Korejski rat, preuzeo je diktatorske ovlasti. Mučio je i zatvarao komuniste i općenito ljevičare. Njegova desna ruka, Kim Chang-ryong, vodio je sigurnosne službe.
Postao je veoma nepopularan u očima međunarodne zajednice. Tijekom njegovih 12 godina vladavine (1948. – 1960.) počinjeni su mnogi zločini, a posebice je zvjerski bio masakr na otoku Jeju, gdje je vojska pobila oko 35 000 pobunjenika i civila. Iako su se masakri događali i u režimima poslije njega nisu
bili toliko okrutni i rašireni.
Nakon što je izmijenio Ustav tako da se na njega ne odnosi ograničenje o osam godina na vlasti. Natjecao se za treći mandat (1956.) i pobijedio u namještenim izborima 1952. godine. Protivnici su mu ubijani i mučeni.

### Pad s vlasti i smrt
Nakon što je osvojio i četvrti mandat, nezadovoljstvo oporbe i studentski prosvjedi prerasli su u opću pobunu protiv omrznutog Rheeja, 26. travnja 1960. godine. Također je bio prozvan da je pronevjerio (ukrao) 20 milijuna vladinih dolara.
Dva dana nakon početka demonstracija, pobjegao je sa ženom i sinom na Havaje gdje je i umro u 90. godini od moždanog udara, 19. srpnja 1965. godine. Tjedan dana poslije smrti, tijelo mu je transportirano u Južnu Koreju i pokopano na nacionalnom groblju u Seulu.

## Djela
Rhee je objavio 3 knjige. Glavno mu je djelo Japan iznutra koje je objavljeno 1939. godine. Ostala djela:
- Duh neovisnosti (1904.)
- Neutralnost pod utjecajem Sjedinjenih Država (1912.)

## Vanjske poveznice
|  | Zajednički poslužitelj ima još gradiva o temi Syngman Rhee |